# مانيبا
جزيرة مانيبا هي جزيرة في مقاطعة مالوكو، إندونيسيا. وهي تقع على بعد 8 كم من الساحل الغربي لكيلانغ في الطرف الغربي من جزيرة سيرام و25 كيلومترا قبالة الساحل الغربي لجزيرة بورو. يتحدث سكانها لغة مانيبا، وكذلك الإندونيسية وأمبونيسي الملايو.
هذه الجزيرة يعطي اسمها إلى لمضيق مانيبا بين بورو وسيرام.

## الجزر المحيطة بها
يحيط بهذه الجزيرة عدد من الجزر الصغيرة والقريبة جدا من شواطئها.
- ماساوي وأساسامونوك على الشعاب المرجانية على الساحل الشمالي الشرقي.
- سوانجي من الطرف الغربي. وهي تقع في مضيق مانيبا بين بورو وجزيرة سيرام.[5]
- توبان في الجنوب
- لوهو في الشمال.

## وصلات خارجية
- خريطة قديمة لمانيبا، وهاروكو، وساباروا ونوسا لاوت

إحداثيات: 3°17′S 127°33′E / 3.283°S 127.550°E